# NYC Prep
NYC Prep is een Amerikaanse realityserie die het leven toont van zes jongeren in New York. De hoofdpersonages zijn rijk en gaan naar een private school. Ze hebben een zorgeloos leventje met feestjes, shoppingtrips en dinner parties maar daarnaast hebben ze de typische problemen van tieners. De hoofdlijnen van de serie zijn de onderlinge contacten die ze met elkaar hebben.
In Vlaanderen werd de eerste aflevering uitgezonden op 1 september 2009 op de televisiezender JIM.